# 佐原健二
佐原健二（日语：／ Kenji Sahara，1932年5月14日—），日本演員。本名為加藤正好（かとう まさよし）出生於神奈川縣川崎市，畢業於中央大學法學部。佐原振興社長。

## 生平
佐原出生於神奈川縣川崎市，為聖瑪麗安娜大學醫學院院長之子。1951年從高玉社初中進入中央大學法學部就讀。
1953年，在參與員平凡社的甄選比賽被選為「平凡先生」的殊榮後，作為第6任東寶新面孔計劃演員進入「東寶演技研究所」，並在1954年畢業後與東寶簽下合約，出演了本多豬四郎的導演作品《再見了拉包爾_最後的戰鬥機》和《哥吉拉 》飾演報社記者和遊船上的人。因而因和寶田明與平田昭彥等人結識發展成朋友關係。
1956年，他再度擔任本多執導的電影《空中大怪獸拉頓》的男主角，並將原本的藝名從石原忠改為了佐原健二。藝名來源於當時的著名演員佐野周二。「佐原健二」這個名字是由當時擔任東寶董事總經理的藤本真澄命名的，此後，繼續出演《地球防衛軍》、《美女和液体人》以及其他東寶特攝作品。
1964年，在拍攝日美合拍片《唯有勇者a》期間，本多豬四郎和圓谷英二前往佐原在夏威夷可愛島的拍攝地點。推薦他參予圓谷英二即將的特攝電視連續劇《超異象之謎》，飾演男主角萬城目淳，提升了自己的知名度，而《超異象之謎》最終獲得了巨大的成功，圓谷也因應其成功製作了《超人力霸王》。《超異象之謎》拍攝結束後，佐原曾因與東寶的合約重回電影，但在圓谷英二的長子圓谷一的邀約下，於1967年出演《超人七號》飾演竹中參謀一角。之後，他多次在超人力霸王系列、哥吉拉系列等特攝作品中多次亮相。

在1976年離開東寶後，佐原繼續出演了《西部警察》、《校園戰爭a》等熱門電視劇。並在2004年到2007年隸屬於圓谷製作。在哥斯拉系列中，他一共出演包括第一部《哥吉拉》（1954）至第28部《哥吉拉 最後戰役》（2004）之間的13部作品，使他成為系列中出場次數最多的演員。

## 參與作品

### 電影
- 再見了拉包爾 最後的戰鬥機（1954年）
- 哥吉拉（1954年）※研修生時代出演
- 空中大怪獸拉頓（1956年）
- 地球防衛軍（1957年）
- 美女和液體人（1958年）
- 摩斯拉（1961年）
- 妖星哥拉斯（1962年）
- 金剛對哥吉拉（1962年）
- 瑪坦戈（1963年）
- 海底軍艦（1963年）
- 摩斯拉對哥吉拉（1964年）
- 三大怪獸 地球最大決戰（1964年）
- 科學怪人對地底怪獸（1965年）
- 科學怪人的怪獸 山達對蓋拉（1966年）
- 怪獸島決戰 哥吉拉之子（1967年）
- 怪獸總進擊（1968年）
- 聯合艦隊司令長官 山本五十六（1968年）
- 日本海大海戰（1969年）
- 哥吉拉·迷你拉·加巴拉 全體怪獸大進擊（1969年）
- 傑索拉·加尼美·卡美巴 決戰！南海大怪獸（1970年）
- 激動的昭和史 軍閥（1970年）
- 激動的昭和史 沖繩決戰（1971年）
- 哥吉拉對機械哥吉拉（1974年）
- 機械哥吉拉的逆襲（1975年）
- 燃燒的東京灣（1975年）
- 動脈列島（1975年）
- 哥吉拉vs王者基多拉（1991年）
- 哥吉拉vs機械哥吉拉（1993年）
- 哥吉拉vs太空哥吉拉（1994年）
- 殺手之王（1998年，香港電影）
- KT (電影)（2002年）
- 哥吉拉 最後戰役（2004年）
- 大決戰!超奧特8兄弟（2008年）

### 電視劇
- 超異象之謎（1966年）（万城目淳）
- 超人七號（1967年）（竹中参謀）
- 超人力霸王傑克（1971年）（佐竹参謀）
- 日本沉沒（1974年）（野末技官）
- 超人力霸王雷歐（1974年）（中森大介）
- 西部警察（日语：西部警察）（1979年 - 1982年） - 朝比奈
- 超人力霸王80（1980年）（城野博士）
- 超人力霸王納克斯（2004年）（TLT幹部・東郷）
- 超人力霸王馬克斯（2005年）（佐橋健二）
- 超人力霸王梅比斯（2006年）（竹中最高総議長）